# DekaBank Deutsche Girozentrale
Die DekaBank Deutsche Girozentrale ist ein deutsches Kreditinstitut mit Sitz in Berlin und Frankfurt am Main. Operativer Hauptsitz ist Frankfurt, hier ist das Unternehmen auch ins Handelsregister eingetragen. Sie ist das Wertpapierhaus der deutschen Sparkassen-Finanzgruppe. Bedeutende Tochterunternehmen sind die Fondsgesellschaften Deka Investment und Deka Immobilien, die Investmentfonds anbieten.
Die DekaBank ging 1999 aus der Fusion der Deutsche Girozentrale – Deutsche Kommunalbank und der DekaBank GmbH hervor. Sie hat unter anderem Tochterunternehmen in Luxemburg und beschäftigt aktuell rund 5000 Mitarbeiter.

## Geschäftskonzept und Geschäftsentwicklung
Die Bank ist das Wertpapierhaus der Sparkassen-Finanzgruppe. Als zentraler Dienstleister betreibt sie Vermögensverwaltung (Asset Management) und Bankgeschäft in den fünf Geschäftsfeldern Wertpapiere, Immobilien, Services, Kapitalmarkt und Finanzierungen. Sie richtet sich an private und institutionelle Anleger. Die Vertriebspartner für die Wertpapiere sind Sparkassen und Landesbanken in Deutschland. International ist die DekaBank mit Niederlassungen, Tochtergesellschaften und Repräsentanzen in elf Ländern vertreten. Zuständige Aufsichtsbehörden sind die Europäische Zentralbank und Bundesanstalt für Finanzdienstleistungsaufsicht.

## Organisationsstruktur und Eigentümer
Die Bank ist eine Anstalt des öffentlichen Rechts. Anteilseigner sind die regionalen Sparkassenverbände über ihre Mitgliedschaft im Deutschen Sparkassen- und Giroverband (DSGV) und ihre Beteiligung an der Deka Erwerbsgesellschaft mbH & Co. KG. Organe der Bank sind der Vorstand und der Verwaltungsrat.

### Eigentümerstruktur
Die Eigentümerstruktur gestaltet sich wie folgt:
| Sparkassenverbände                                 | 50 % über DSGV ö.K. | 50 % über Deka Erwerbsgesellschaft mbH & Co.KG | In Summe |
| -------------------------------------------------- | ------------------- | ---------------------------------------------- | -------- |
| Sparkassenverband Baden-Württemberg                | 7,70 %              | 8,14 %                                         | 15,84 %  |
| Rheinischer Sparkassen- und Giroverband            | 6,56 %              | 7,66 %                                         | 14,22 %  |
| Sparkassenverband Niedersachsen                    | 6,46 %              | 2,04 %                                         | 8,50 %   |
| Sparkassenverband Bayern                           | 6,31 %              | 8,40 %                                         | 14,71 %  |
| Sparkassenverband Westfalen-Lippe                  | 6,17 %              | 3,68 %                                         | 9,85 %   |
| Sparkassen- und Giroverband Hessen-Thüringen       | 5,81 %              | 5,47 %                                         | 11,28 %  |
| Sparkassenverband Rheinland-Pfalz                  | 3,21 %              | 1,87 %                                         | 5,08 %   |
| Sparkassenverband Berlin / Landesbank Berlin       | 1,90 %              | 1,56 %                                         | 3,46 %   |
| Ostdeutscher Sparkassenverband                     | 1,83 %              | 8,00 %                                         | 9,83 %   |
| Sparkassen- und Giroverband für Schleswig-Holstein | 1,78 %              | 1,48 %                                         | 3,26 %   |
| Sparkassenverband Saar                             | 1,37 %              | 0,43 %                                         | 1,80 %   |
| Hanseatischer Sparkassen- und Giroverband          | 0,90 %              | 1,26 %                                         | 2,16 %   |

### Vorstand
Der Vorstand der DekaBank besteht aus den sechs folgenden Mitgliedern:
- Vorsitzender des Vorstands: Georg Stocker (seit 1. Januar 2020)
- stv. Vorsitzender: Matthias Danne (seit 1. Juli 2006)
- Martin K. Müller (seit 1. Mai 2013)
- Daniel Kapffer (seit 1. Mai 2019)
- Birgit Dietl-Benzin (seit 1. Juni 2020)
- Torsten Knapmeyer (seit 1. April 2021)

### Verwaltungsrat
Der Verwaltungsrat der DekaBank besteht aus den folgenden Mitgliedern:
- Ulrich Reuter (Verwaltungsratsvorsitz seit 1. Januar 2024)
- Walter Strohmaier (seit 1. Oktober 2013, 1. Stellvertreter Verwaltungsratsvorsitz seit 1. April 2018)
- Thomas Mang (seit 1. Januar 2005, 2. Stellvertreter Verwaltungsratsvorsitz seit 1. Januar 2012)

Von der Hauptversammlung gewählte Vertreter:
- Michael Bräuer (seit 1. Januar 2014)
- Michael Breuer (seit 1. Januar 2008)
- Ingo Buchholz (seit 1. Januar 2018)
- Liane Buchholz (seit 1. April 2017)
- Ralf Fleischer (seit 1. Juni 2018)
- Michael Fröhlich (seit 1. Januar 2021)
- Johannes Hartig (seit 1. April 2023)
- Thomas Hirsch (seit 1. Januar 2023)
- Melanie Kehr (seit 1. Januar 2021)
- Stefan Kram (seit 1. Januar 2022)
- Nancy Plaßmann (seit 1. April 2023)
- Stefan G. Reuß (seit 1. Januar 2022)
- Ulrich Reuter (seit 1. Januar 2021)
- Katrin Rohmann (seit 1. August 2020)
- Frank Saar (seit 1. April 2017)
- Peter Schneider (seit 1. August 2006)
- Harald Vogelsang (seit 11. Februar 2009)
- Ludger Weskamp (seit 1. Januar 2022)
- Burkhard Wittmacher (seit 1. Oktober 2017)
- Alexander Wüerst (seit 15. August 2011)

Vertreter der Bundesvereinigung der kommunalen Spitzenverbände (mit beratender Stimme):
- Uwe Brandl (ab 10. Juli 2020)
- Helmut Dedy (seit 1. Juni 2016)
- Hans-Günter Henneke (seit 1. Januar 2002)

Vom Personalrat bestellte Vertreter der Arbeitnehmer:
- Barbara Wörfel (seit 1. August 2021)
- Edwin Quast (seit 10. Juni 2020)

### Tochtergesellschaften und Beteiligungen
| Geschäftsfeld Asset Management Wertpapiere                                                    |        |
| --------------------------------------------------------------------------------------------- | ------ |
| Deka Investment GmbH, Frankfurt am Main                                                       | 100 %  |
| Deka International S.A., Luxemburg                                                            | 100 %  |
| Deka Treuhand GmbH, Frankfurt am Main                                                         | 100 %  |
| Deka Vermögensmanagement GmbH, Frankfurt am Main                                              | 100 %  |
| Deka Verwaltungsgesellschaft Luxembourg S.A., Luxemburg                                       | 100 %  |
| IQAM Invest GmbH, Salzburg                                                                    | 100 %  |
| IQAM Partner GmbH, Wien                                                                       | 100 %  |
| IQAM Research der DekaBank GmbH, Frankfurt am Main                                            | 100 %  |
| S-PensionsManagement GmbH, Köln                                                               | 50,0 % |
| Sparkassen Pensionsfonds AG, Köln                                                             | 50,0 % |
| Sparkassen Pensionskasse AG, Köln                                                             | 50,0 % |
| Dealis Fund Operations GmbH i.L., Frankfurt am Main                                           | 50,0 % |
| Heubeck AG, Köln                                                                              | 30,0 % |
| DPG Deutsche Performancemessungs-Gesellschaft für Wertpapierportfolios mbH, Frankfurt am Main | 22,2 % |
| Erste Asset Management GmbH, Wien                                                             | 1,7 %  |

| Geschäftsfeld Asset Management Services               |       |
| ----------------------------------------------------- | ----- |
| bevestor GmbH, Frankfurt am Main                      | 100 % |
| S Broker AG & Co. KG, Wiesbaden                       | 100 % |
| S Broker Management AG, Wiesbaden                     | 100 % |
| Deutsche WertpapierService Bank AG, Frankfurt am Main | 2,5 % |

| Geschäftsfeld Asset Management Immobilien                                                                                      |        |
| --- | ------ |
| Deka Immobilien Investment GmbH, Frankfurt am Main                                                                             | 100 %  |
| Deka Vermögensverwaltungs GmbH, Frankfurt am Main                                                                              | 100 %  |
| Deka Real Estate International GmbH, Frankfurt am Main                                                                         | 100 %  |
| Deka Investors Spezialinvestmentaktiengesellschaft mit veränderlichem Kapital und Teilgesellschaftsvermögen, Frankfurt am Main | 100 %  |
| WestInvest Gesellschaft für Investmentfonds mbH, Düsseldorf                                                                    | 99,7 % |
| WIV GmbH & Co. Beteiligungs KG, Frankfurt am Main                                                                              | 94,9 % |
| Architrave GmbH, Berlin | 11,6 % |
| Deka-S-PropertyFund No. 1 Beteiligungs GmbH & Co. KG, Frankfurt am Main                                                        | 11,6 % |

| Geschäftsfeld Finanzierungen                    |        |
| ----------------------------------------------- | ------ |
| Global Format GmbH & Co. KG, München            | 18,8 % |
| RSU Rating Service Unit GmbH & Co. KG, München  | 6,5 %  |
| SIZ GmbH, Bonn                                  | 5,0 %  |
| True Sale International GmbH, Frankfurt am Main | 7,7 %  |

| Zentralbereich Strategie & Beteiligungen                 |       |
| -------------------------------------------------------- | ----- |
| Deka Beteiligungs GmbH, Frankfurt am Main                | 100 % |
| Deka Treuhand Erwerbsgesellschaft mbH, Frankfurt am Main | 100 % |

## Standorte

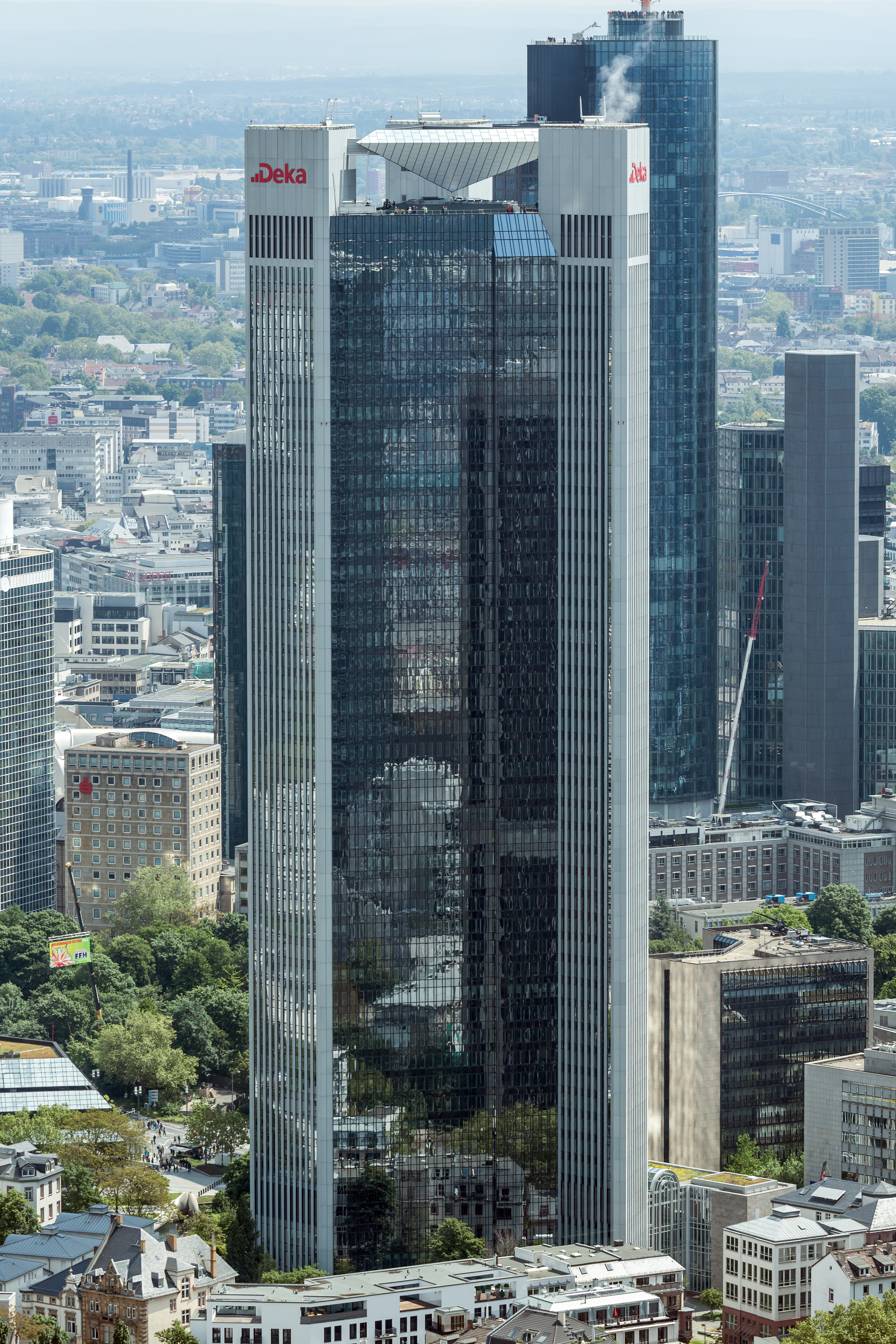
Trianon (Hauptsitz 2001–2024)

Derzeitiger Hauptsitz ist das Frankfurter Four T-1. Die nach Mitarbeiterzahl größte Liegenschaft befindet sich im Stadtteil Niederrad (Lyoner Straße 13). Dort unterhalten auch die Tochter- und Fondsgesellschaften Deka Investment GmbH, Deka Immobilien Investment GmbH und Deka Vermögensmanagement GmbH ihren Hauptsitz.
Langjähriger Hauptsitz bis Oktober 2024, war das Trianon. Darüber hinaus gab es eine Liegenschaft im sogenannten Prisma, in Niederrad (Hahnstraße 55). Auch war sie Hauptmieter des Skypers (Deka Immobilien) und unterhielt einen Standort in der Hamburger Allee 14 (bevestor GmbH).

Die Tochtergesellschaft S Broker unterhält einen Standort in Wiesbaden (Carl-Bosch-Straße).

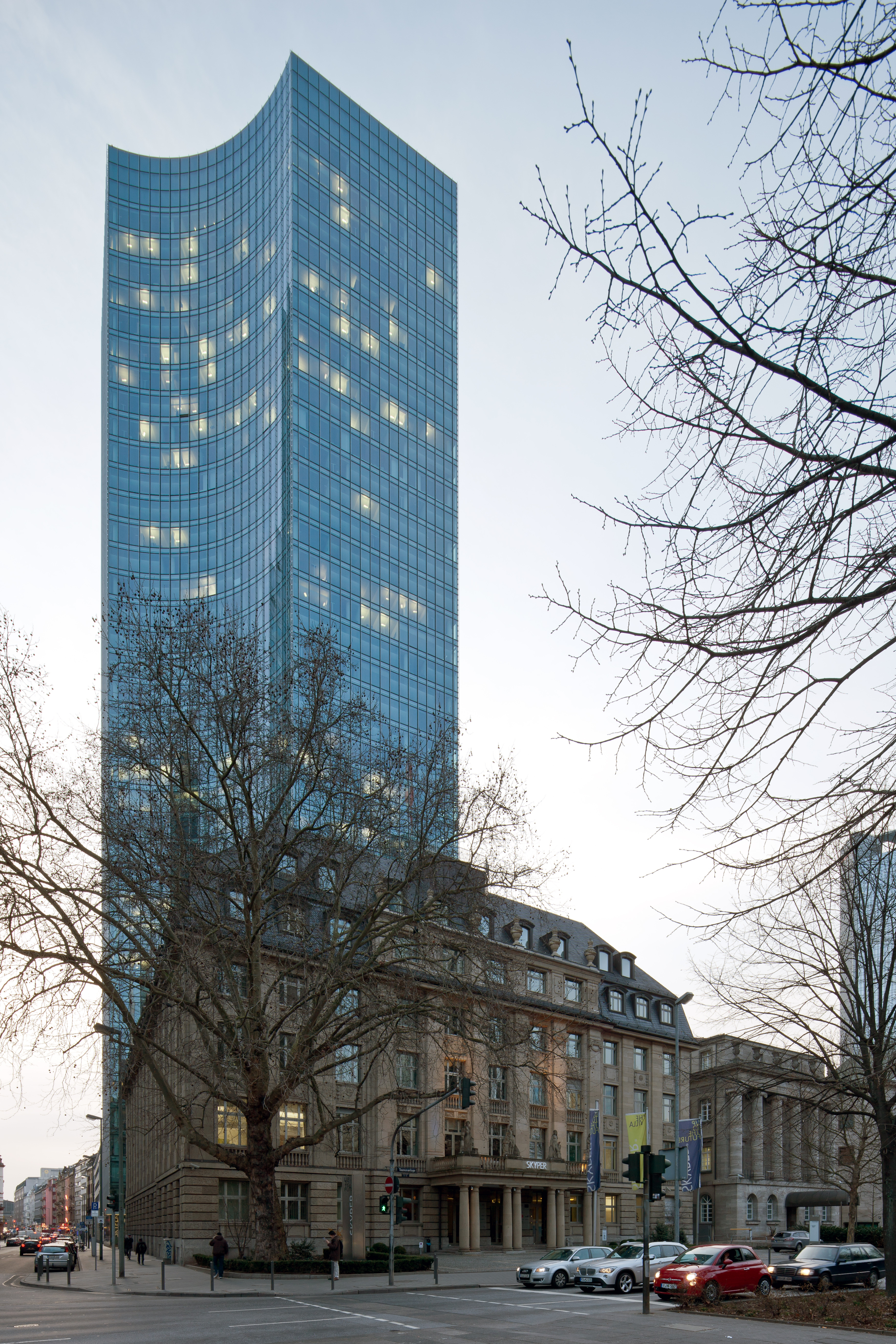
Skyper (Sitz der Deka Immobilien 2005–2022)

Weitere Niederlassungen sind der Hauptsitz der Tochter- und Fondsgesellschaft Deka International S.A. in Luxemburg, ein Standort in Leipzig und die sogenannten Regionalbüros der Deka Immobilien in Berlin, Hamburg, München, Düsseldorf, Amsterdam, Brüssel, Paris, Mailand, Madrid, Warschau, New York City und Singapur.

## Finanz- und Ergebniskennzahlen
|                              | 31.12.2022 | 31.12.2021 | Veränderung % |
| Bilanzsumme Mio.€            | 97.396     | 88.865     | 9,6           |
| Total Assets                 | 371.753    | 395.148    | −5,9          |
| davon Retailkunden           | 188.490    | 196.485    | −4,1          |
| davon Institutionelle Kunden | 183.263    | 198.662    | −7,8          |
| Depotanzahl in Tsd.          | 5.309      | 5.123      | 3,6           |
|                              | 2022       | 2021       | Veränderung % |
| Nettovertriebsleistung       | 27.381     | 37.735     | −23,4         |
| davon Retailkunden           | 20.754     | 25.032     | −17,1         |
| davon Institutionelle Kunden | 6.627      | 10.703     | −38,1         |

|                                                        | 2022    | 2021    | Veränderung % |
| Summe Erträge Mio.€                                    | 2.236,8 | 2.019,5 | 10,7          |
| davon Zinsergebnis                                     | 249,4   | 161,8   | 54,1          |
| davon Provisionsergebnis                               | 1.591,8 | 1.623,0 | −1,9          |
| Summe Aufwendungen                                     | 1.251,5 | 1.171,8 | 6,8           |
| davon Verwaltungs- Aufwendungen (inkl. Abschreibungen) | 1.251,5 | 1.183,3 | 5,8           |
| Wirtschaftliches Ergebnis                              | 984,8   | 847,8   | 16,2          |
| Ergebnis vor Steuern                                   | 800,7   | 791,4   | 1,2           |

## Geschichte

### Geschichte der Deutschen Girozentrale

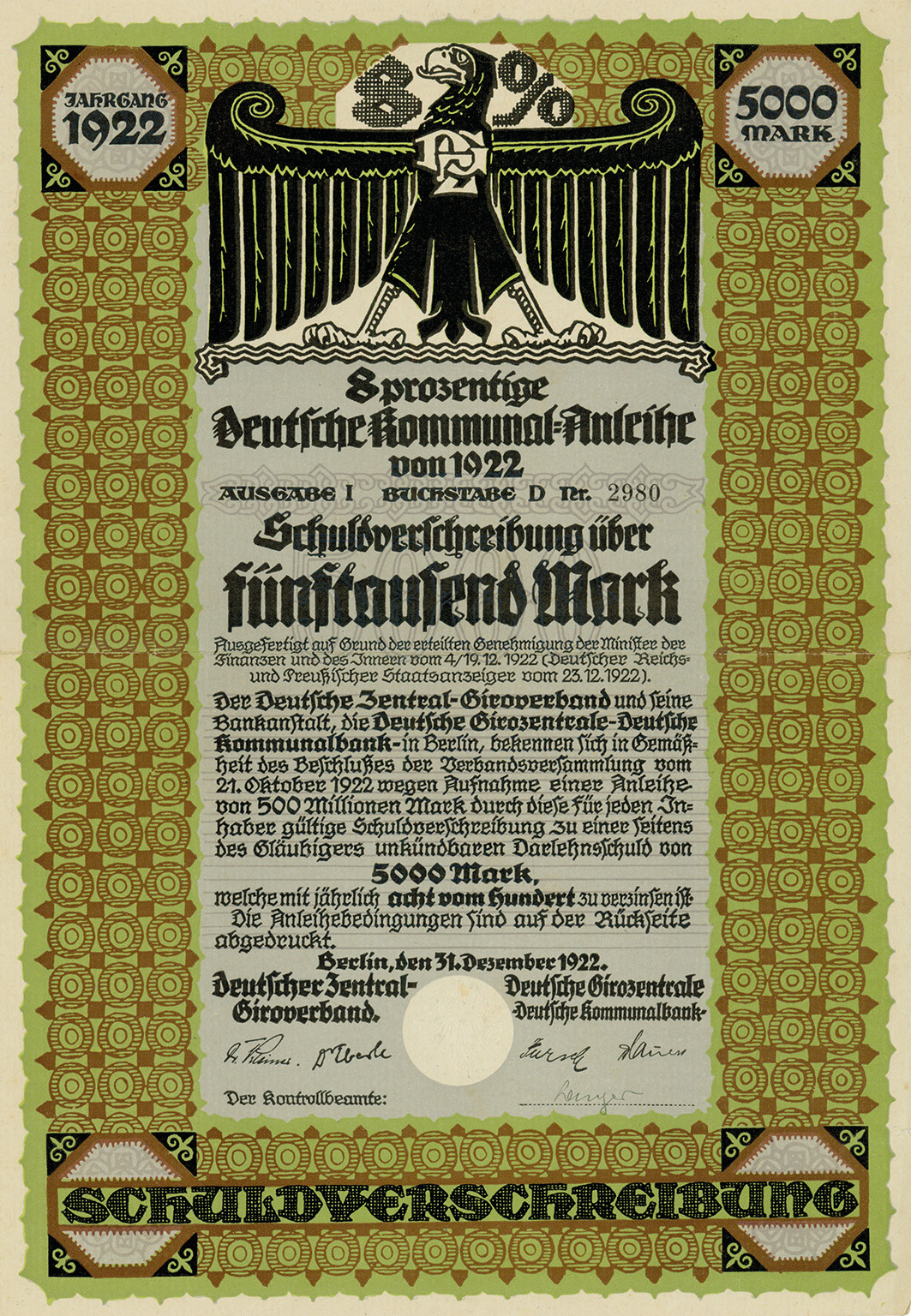
Deutsche Kommunal-Anleihe über 5000 Mark vom 31. Dezember 1922, herausgegeben vom Deutschen Zentral-Giroverband und der Deutschen Girozentrale.

Zehn Jahre nachdem Johann Christian Eberle bei den Sparkassen den Giroverkehr eingeführt hatte und mehrere regionale Giroverbände gegründet worden waren, wurde als deren Spitzeninstitut die Deutsche Girozentrale (DGZ) am 1. Februar 1918 als rechtlich unselbständige Bankanstalt des Deutschen Zentral-Giroverbands in Berlin eröffnet. Das Kapital in Höhe von 15 Millionen Reichsmark stellten die regionalen Giroverbänden in solidarischer Haftung dem Zentralverband zur Verfügung. Bereits zu Geschäftsbeginn pflegte die Bank den bargeldlosen Zahlungsverkehr (Giroverkehr) und sorgte für einen Geldausgleich zwischen den regionalen Girozentralen. Außerdem gewährte sie den Mitgliedsverbänden des Deutschen Zentral-Giroverbandes (ab 1924 Deutscher Sparkassen- und Giroverband) und sonstigen deutschen Kommunalverbänden kurzfristige Darlehen, nahm von diesen verzinsliche Gelder entgegen, handelte mit Wechseln und nahm Darlehen auf. 1919 wurde die DGZ als wirtschaftlich selbständige, öffentliche Bankanstalt anerkannt und erhielt die Genehmigung, auch das langfristige Kommunalgeschäft zu betreiben und Kommunalanleihen aufzulegen. Deshalb wurde 1921 die Firmierung um „Deutsche Kommunalbank“ ergänzt. Mit der Neuordnung des kommunalen Bankwesens wurde die DGZ 1931 rechtlich selbständig und erhielt 1932 erstmals eine eigene Satzung. Unbeschränkter Haftungsträger blieb aber weiterhin der Deutsche Sparkassen- und Giroverband. Organe der Bank wurden die Hauptversammlung, der Verwaltungsrat und das Direktorium. Gleichzeitig ging die Aufsicht über die DGZ vom preußischen Innenministerium auf die Reichsregierung über. Das Kommunalkreditverbot von 1931 änderte das Geschäftskonzept. Die Verwaltung der Liquiditätsreserven nahm nach 1931 zu. Geschäftsführender Direktor war Herbert Sattler.
Die Nationalsozialisten nutzten das öffentlich-rechtliche Bankhaus nach 1933, um den stetig wachsenden Finanzbedarf für die Aufrüstung der Wehrmacht und Kriegsführung decken zu können. Nach der Schlacht um Berlin wurde die im sowjetischen Sektor liegende Bank 1945 stillgelegt. 1949 wurde sie in Düsseldorf reaktiviert, allerdings beschränkt auf das kurzfristige Geschäft. Erst 1954 nahm die Deutsche Girozentrale ihre volle Geschäftstätigkeit wieder auf, ein Jahr später eröffnete sie eine Zweigstelle in West-Berlin, 1965 wurde der Hauptsitz nach Frankfurt am Main verlegt. Über die angestammten Aufgaben im Geld-, Wertpapier- und Kreditgeschäft verstärkte die DGZ ihr Konsortialgeschäft. Intensiviert wurde auch das Engagement bei den Kommunalkrediten und auf dem Sektor der Wohnungsbaufinanzierung.

### Geschichte der Deka Deutsche Kapitalanlagegesellschaft mbH
Am 17. August 1956 wurde die Deka Deutsche Kapitalanlagegesellschaft mbH mit Sitz in Düsseldorf gegründet. Mit ihr wurde der Grundstein für alle heutigen Investmentaktivitäten unter dem Dach der Deka-Gruppe gelegt. Der erste Investmentfonds – DekaFonds (WKN 847450) – wurde am 26. November 1956 mit einem Anlagevolumen von 8 Millionen DM aufgelegt. Im Februar 1962 erfolgte die Auflegung des ersten internationalen Fonds, des AriDeka (WKN 847451) mit europäischen Aktien und festverzinslichen Wertpapieren. 1965 erfolgte die Sitzverlegung nach Frankfurt am Main. Dem wachsenden Interesse an Offenen Immobilienfonds wird durch die Gründung der Deutsche Sparkassen-Immobilien-Anlage-Gesellschaft mbH (Despa) 1966 Rechnung getragen; sie legte 1967 mit DespaFonds (WKN 980950) ihren ersten Offenen Immobilienfonds auf, der 2009 mit dem Immobilienfonds Deka-ImmobilienEuropa (WKN 980956) fusioniert wurde. 1968 stieg die Deka Deutsche Kapitalanlagegesellschaft mit der Auflage des RenditDeka (WKN 847453) in das Geschäft mit Rentenfonds ein. 1978 wurde mit DekaSpezial (WKN 847466) der erste weltweit anlegende Deka-Aktienfonds aufgelegt. 1988 wurde die Deka International S.A. als erste Auslandstochter mit Sitz in Luxemburg gegründet; 1995 folgte die Deka (Swiss) Privatbank AG (gegründet als Deka Bank (Schweiz) AG) mit Sitz in Zürich. Die DekaBank GmbH wurde 1996 als Management Holding der Deka-Gruppe gegründet. Sie fusionierte zum 1. Januar 1999 mit der Deutschen Girozentrale -Deutsche Kommunalbank- (Vorstandsvorsitzender ab 1974 war Ernst-Otto Sandvoß, der bis 1970 die Kreditabteilung leitete) zur DGZ-DekaBank Deutsche Kommunalbank, die 2002 in DekaBank Deutsche Girozentrale umfirmierte. Im März 2008 wurden die ersten ETFs der Deka durch die Tochtergesellschaft ETFlab Investment GmbH aufgelegt. Diese wurde 2013 auf die Deka Investment GmbH verschmolzen, die seitdem die ETFs der Deka anbietet. Der Robo-Advisor bevestor wurde im Juni 2016 als eine 100%-tige Tochter der DekaBank gegründet. Seit Dezember 2024 besitzt die DekaBank eine Kryptoverwahrlizenz.

## Cum-Ex-Untersuchung und Cum-Cum-Geschäfte
Wegen möglichen Verstrickungen in als Steuerbetrug geltendes Dividendenstripping durchsuchen im Juni 2022 über 100 Beamte die Dekabank per Durchsuchungsbeschluss.
2022 leistete die Deka Kompensationszahlungen in Höhe von 42,2 Millionen Euro für Cum-Cum-Geschäfte, welche zwar nicht wie Cum-Ex-Geschäfte illegal, aber steuerrechtlich umstritten sind. Im Geschäftsbericht heißt es weiterhin, es können sich im Jahr 2023 Vereinbarungen ergeben, die zu weiteren Zahlungen in Höhe von ca. 30 Millionen Euro führen.

## Interessenkonflikte durch Beziehung zur Sparkasse
Die DekaBank setzt ihre Investmentfonds häufig über Berater der Sparkasse ab, weshalb durch die engen Beziehungen der DekaBank zur Sparkasse ein Interessenkonflikt besteht. Fonds der DekaBank weisen häufig höhere Gebühren als vergleichbare Alternativen auf, ohne in der Vergangenheit zwangsläufig eine ausreichend höhere Rendite für Anleger erzielt zu haben. Die Gewinne aus den erhöhten Gebühren landen schließlich in Form von Ausschüttungen wieder bei den Sparkassen.

## Gesellschaftliches Engagement
Als Mitglied der Sparkassen-Finanzgruppe beteiligt sich die Deka an Förderprojekten unter der Federführung des Deutschen Sparkassen- und Giroverbands und unterstützt eigene Vorhaben mit regionalem Bezug zum Unternehmenssitz in Frankfurt am Main.
Zum Sozialen Engagement der DekaBank gehört seit 1996 der Kampf gegen die Volkskrankheit Krebs in Deutschland. In jährlichen bundesweiten Benefiz Golf-Wettspielen haben die Bank als Generalsponsor und der Deutsche Golf Verband bisher der Stiftung Deutsche Krebshilfe und der Stiftung Deutsche KinderKrebshilfe rund 9,1 Millionen Euro Spenden vermittelt. Europas größte Benefiz-Golfturnierserie wird 2023 zum 42. Mal ausgetragen: Tausende Golferinnen und Golfer unterstützen ab dem 1. April 2023 die Arbeit der Deutschen Krebshilfe.
Des Weiteren ist die DekaBank Mitglied in folgenden Verbänden und Interessengruppen:
- Bundesverband Investment und Asset Management (BVI) e. V.
- Bundesverband Öffentlicher Banken Deutschlands (VÖB) e. V.
- CDP Carbon Disclosure Project
- Charta der Vielfalt
- Climate Bonds Initiative (CBI)
- CRIC Corporate Responsibility Interface Center e. V.
- DAI Deutsches Aktieninstitut e. V.
- DIN ISO 14001
- Deutscher Derivate Verband e. V.
- Deutscher Sparkassen- und Giroverband e. V.
- Deutscher Nachhaltigkeitskodex (DNK)
- EFAMA – European Fund and Asset Management Association
- Equator Principles
- Europäischer Verband öffentlicher Banken
- Fondsfrauen
- Forum Nachhaltige Geldanlagen
- Genderdax
- Global Reporting Initiative
- Green Bond Principles
- Net Zero Asset Managers Initiative
- Institut der deutschen Wirtschaft
- Institut für Corporate Governance
- International Capital Market Association (ICMA)
- Selbstverpflichtung für klimafreundliches und nachhaltiges Wirtschaften
- Umweltforum Rhein-Main e. V.
- UN Global Compact
- UN-PRI (Principles for Responsible Investment)
- Verein für Umweltmanagement und Nachhaltigkeit in Finanzinstituten e. V.
- WDP Water Disclosure Project
- Zentraler Immobilienausschuss (ZIA)